# Stuart Whitman
Stuart Maxwell Whitman (n. 1 februarie 1928, California, SUA – d. 16 martie 2020, Montecito⁠(d), Comitatul Santa Barbara, California, SUA) a fost un actor american de film și televiziune, cunoscut pentru cariera sa îndelungată. Whitman a jucat roluri majore într-o mare varietate de genuri. Unele dintre aceste credite includ drama The Mark pentru care a fost nominalizat la premiile Oscar pentru cel mai bun actor, The Comancheros (1961) cu John Wayne, comedia Acei oameni minunați în mașinile lor zburătoare (1965) sau filmul de groază Night of the Lepus (1972). În televiziune, Whitman este cunoscut pentru rolurile din Highway Patrol (1955–1957), săptămânalul western de 90 de minute  Cimarron Strip (1967) și Superboy (1988–1992).  

## Biografie
Whitman s-a născut în San Francisco și a crescut la New York până la vârsta de doisprezece ani. Familia sa s-a mutat la Los Angeles. Whitman a terminat liceul în 1945 și a fost în armata Statelor Unite în Corpul Inginerilor (până în 1948). După aceea, Whitman a început să studieze actoria și să apară în piese de teatru. În 1951, a jucat roluri în filmele lui Rudolph Maté (Când lumile se ciocnesc) și Robert Wise (Ziua în care Pământul s-a oprit). Până în 1957, Whitman a avut o serie de apariții în majoritatea filmelor regizate de regizori notabili. Ca invitat, Whitman a jucat în seriale de televiziune precum Dr. Christian, The Roy Rogers Show, Death Valley Days și a avut, de asemenea, un rol secundar în Highway Patrol. Aceasta l-a determinat pe Whitman să joace rolul titular în Johnny Trouble regizat de John H. Auerm. 
La sfârșitul anilor 1950, 20th Century Fox era în căutare de noi talente. Șeful de producție Buddy Adler l-a ales pe Whitman să fie unul dintre noile nume ce au semnat cu Fox, ca parte a unui program 3–4 milioane de dolari americani. În următorii câțiva ani, Whitman a continuat să lucreze ca actor principal cu regizori notabili. Este vorba de Darby's Rangers a lui William A. Wellman (1958) cu James Garner, China Doll (Frank Borzage, 1958), Ten North Frederick (Philip Dunne, 1958), The Decks Ran Red (Andrew L. Stone, 1958), Hound-Dog Man (Don Siegel, 1959), These Thousands Hills (Richard Fleischer, 1959), Povestea lui Rut (Henry Koster, 1960),  Murder, Inc. (Stuart Rosenberg), The Comancheros (Michael Curtiz, 1961) și The Mark (Guy Green, 1961), pentru care a fost nominalizat la cel mai bun actor. 
Odată consacrat, din 1962 până în 1972 Whitman a continuat să lucreze atât în film cât și în televiziune. Deși a continuat lucrul cu regizori notabili, filmele au avut grade variate de succes. Rolurile sale marcante din acea epocă au fost cele din Ziua cea mai lungă (1962), The Day and the Hour  de René Clément (1962), și Acei oameni minunați în mașinile lor zburătoare de Ken Annakin (1965). Acesta din urmă a fost un film de comedie britanic de epocă despre o cursă din primele zile ale aviației. Whitman a avut rolul principal în seria western Cimarron Strip, care a fost lansată pentru prima dată în 1967. În 1972, Whitman a jucat în filmul de groază Night of the Lepus. Potrivit lui Whitman, calitatea slabă a filmului i-a știrbit reputația. Din acel moment până în 1987, Whitman a apărut în mod regulat în  emisiuni importante de televiziune din acea perioadă, printre care The Streets of San Francisco, Love, American Style, Quincy, ME, The Hardy Boys/ Nancy Drew Mysteries, Knight Rider, Matt Houston. A apărut în mai multe episoade ale A-Team SWAT, Fantasy Island și Verdict crimă. A apărut în filme de televiziune și mini-seriale precum The Pirate, Condominium, Once Upon a Texas Train etc. În această perioadă a apărut în numeroase filme de categoria B, inclusiv Mean Johnny Barrows regizat de Fred Williamson , Crazy Mama de Jonathan Demme  și diverse colaborări cu regizorul René Cardona Jr. În 1988, a avut un rol de voce în Superboy, o adaptare după benzi desenate, care a avut loc până în 1992. În 1990 a jucat un rol secundar în Knots Landing. A mai apărut în mai multe filme și seriale de televiziune, precum și pe marele ecran până în anul 2000, după care s-a retras din activitate.

## Filmografie
- The Day the Earth Stood Still (1951) - Sentry (nemenționat)
- When Worlds Collide (1951) - Man by Bank During Instigation (nemenționat)
- The Roy Rogers Show: "The Feud" (1952) - Groom
- Barbed Wire (1952) - Cattle-Buyer (nemenționat)
- One Minute to Zero (1952) - Officer (nemenționat)
- All I Desire (1953) - Dick in Play (nemenționat)
- The Man from the Alamo (1953) - Orderly (nemenționat)
- All American (1953) - Zip Parker
- The Veils of Bagdad (1953) - Sergeant (nemenționat)
- Appointment in Honduras (1953) - Telegrapher (nemenționat)
- Walking My Baby Back Home (1953) - Patient (nemenționat)
- Rhapsody (1954) - Dove
- Prisoner of War (1954) - Captain (nemenționat)
- Silver Lode (1954) - Wicker
- Return from the Sea (1954) - New j.g. (nemenționat)
- Brigadoon (1954) - New York Club Patron (nemenționat)
- Passion (1954) - Vaquero Bernal (nemenționat)
- Interrupted Melody (1955) - Man on Beach (nemenționat)
- The Magnificent Matador (1955) - Man at the Arena (nemenționat)
- King of the Carnival (1955, Serial) - Mac, the Acrobat [Ch.1]
- Diane (1956) - Henri's Squire (nemenționat)
- Seven Men from Now (1956) - Cavalry Lt. Collins
- Hold Back the Night (1956) - Radio Operator (nemenționat)
- Crime of Passion (1957) - Laboratory Technician
- War Drums (1957) - Johnny Smith (nemenționat)
- The Girl in Black Stockings (1957) - Prentiss
- Johnny Trouble (1957) - Johnny Chandler
- Hell Bound (1957) - Eddie Mason
- Bombers B-52 (1957) - Maj. Sam Weisberg (nemenționat)
- Have Gun – Will Travel (1/25/1958) sezonul 1, episodul 20, "The Last Laugh" - Gil Borden
- Darby's Rangers (1958) - Sgt. / SSgt. / Sfc. Hank Bishop
- Ten North Frederick (1958) - Charley Bongiorno
- China Doll (1958) - Lt. Dan O'Neill
- The Decks Ran Red (1958) - Leroy Martin
- The Sound and the Fury (1959) - Charlie Busch
- These Thousand Hills (1959) - Tom Ping
- Hound-Dog Man (1959) - Blackie Scantling
- The Story of Ruth (1960) - Boaz
- Murder, Inc. (1960) - Joey Collins
- The Fiercest Heart (1961) - Steve Bates
- The Mark (1961) - Jim Fuller
- Francis of Assisi (1961) - Contele Paolo of Vandria
- The Comancheros (1961) - Paul Regret
- Convicts 4 (1962) - Principal Keeper
- The Longest Day (1962) - Lt. Sheen
- The Day and the Hour (1963) - Capt. Allan Morley
- Shock Treatment (1964) - Dale Nelson / Arthur
- Rio Conchos (1964) - Captain Haven
- Signpost to Murder (1964) - Alex Forrester
- Those Magnificent Men in their Flying Machines (1965) - Orvil Newton
- Sands of the Kalahari (1965) - Brian O'Brien
- An American Dream (1966) - Stephen Richard Rojack
- Fool's Gold (film TV) (1967) - Marshal Crown
- Cimarron Strip (serial TV) (1967–1968) - Marshal Jim Crown
- The Last Escape (1970) - Lee Mitchell
- The Invincible Six (1970) - Tex
- Ternos Caçadores (1970) - The Prisoner
- The F.B.I. (serial TV) (1970–1973) - Rex Benning / Damian Howards / Wesley Ziegler
- City Beneath the Sea (1971) - Amiral Michael Matthews
- Captain Apache (1971) - Griffin
- Revenge! (1971) - Mark Hembric
- Night of the Lepus (1972) - Roy Bennett
- The Woman Hunter (film TV) (1972) - Paul Carter
- Night Gallery (apariție în serial TV) (1972) - Tom Ogilvy / Cpt. Hendrick Lindemann (segment "Lindemann's Catch")
- Run, Cougar, Run (1972) - Hugh McRae
- The Streets of San Francisco (episodul: "The Set-Up") (1973) - Nick Carl
- The Cat Creature (film TV) (1973) - Lt. Marco
- Shatter (1974) - Shatter
- Welcome to Arrow Beach (1974) - ajutor de șerif Rakes
- Crazy Mama (1975) - Jim Bob
- Las Vegas Lady (1975) - Vic
- Mean Johnny Barrows (1976) - Mario Racconi
- Strange Shadows in an Empty Room (1976) - Cpt. Tony Saitta
- Eaten Alive (1976) - șerif Martin
- Cuibul salamandrelor (1977) - John Carter
- Assault in Paradise (1977) - William Whitaker
- The White Buffalo (1977) - Winifred Coxy
- Run for the Roses (1977) - Charlie
- Ruby (1977) - Vince Kemper
- La mujer de la tierra caliente (1978) - The Man
- The Pirate (miniserie TV) (1978) - Terry Sullivan
- The Seekers (TV miniserie TV) (1979) - Rev. Blackthorn
- The Treasure Seekers (1979) - Stack Baker
- Guyana: Crime of the Century (1979) - Reverend James Johnson
- Delta Fox (1979) - The Counselor
- Cuba Crossing (1980) - Tony
- Condominium (film TV) (1980) - Marty Liss
- Under Siege (1980) - The Inspector
- Demonoid (1981) - Father Cunningham
- The Monster Club (1981) - Sam – regizor de film
- Tales of the Unexpected (1981) - Sam Jenner
- When I Am King (1981) - Smithy
- Magnum Thrust (1981)
- Butterfly (1982) - Rev. Rivers
- Invaders of the Lost Gold (1982) - Mark Forrest
- Horror Safari (1982) - Mark Forrest
- Simon & Simon (1982) (apariție în serial TV)
- Knight Rider (1984) (apariție în serial TV) - Frank Sanderson
- The Master (1984) (apariție în serial TV) - Hellman
- Fantasy Island (1978-1984) (apariție în serial TV) - Rex Reinhardt / Jesse Moreau / Joel Campbell / ...
- Matt Houston (1982-1984) (apariție în serial TV) - Mr. McCormick / Carl 'The Champ' Ross
- Cover Up (1984) (apariție în serial TV) - Sheriff Skinner
- Treasure of the Amazon (1985) - Gringo
- Hunter (1985) - Raymond Bellamy
- Beverly Hills Cowgirl Blues (1985) - Josh Rider
- The A-Team (1983-1985) - Jack Harmon / Chuck Easterland
- First Strike (1985) - Capt. Welch
- Murder, She Wrote (1984–1986) - Charles Woodley / Mr. Bonner
- Vultures (1987) - Carlos 'Carl' Garcia
- Once Upon a Texas Train (1988) - George Asque
- Deadly Intruder (1988) - Capt. Pritchett
- Moving Target (1988) - Joe Frank
- Deadly Reactor (1989) - Duke
- The Color of Evening (1990) - George Larson
- Omega Cop (1990) - Dr. Latimer
- Mob Boss (1990) - Don Francisco
- Heaven and Earth (1990) - Narator (versiunea în engleză) (voce)
- Smoothtalker (1990, Produced by Eduardo Montes-Bradley, regia Tom Milo) - Lt. Gallagher
- Sandman (1993) - Isaac Tensor
- Lightning in a Bottle (1993) - Jonah Otterman
- Trial by Jury (1994) - Emmett, tatăl Valeriei
- Improper Conduct (1994) - Frost
- Walker Texas Ranger: Deadly Reunion (1994) - Laredo Jake Boyd
- Land of Milk & Honey (1996) - Robert Riselli
- Second Chances (1998) - Buddy
- The President's Man (2000, film TV) - George Williams (ultimul său rol de film)

## Legături externe
- Stuart Whitman la Internet Movie Database